# Маковчук, Николай Матвеевич
Николай Матвеевич Маковчук (27 сентября 1898, деревня Бабаевичи, ныне Клецкий район, Минская область — 25 января 1969, Москва) — советский военный деятель, Генерал-майор (1942 год).

## Начальная биография
Николай Матвеевич Маковчук родился 27 сентября 1898 года в деревне Бабаевичи ныне Клецкого района Минской области.

## Военная служба

### Гражданская война
В феврале 1919 года был призван в ряды РККА, после чего служил красноармейцем во 2-й запасной бригаде в Петрограде и в 3-м запасном батальоне в Самаре.
В августе 1919 года был направлен на учёбу в школу инструкторов (краскомов) Туркестанского фронта, по окончании которой, находясь на должностях командира взвода и роты 2-й отдельной бригады краскомов, принимал участие в боевых действиях на Восточном фронте против войск под командованием адмирала А. В. Колчака, а с июня 1920 года, находясь на должности командира взвода 19-го, затем 20-го и 21-го стрелковых полков (3-я стрелковая дивизия), принимал участие на Южном фронте против войск под командованием генерала П. Н. Врангеля.

### Межвоенное время
В июне 1921 года был назначен на должность начальника агентуры Особого пункта города Старый Крым (Крымский пограничный отдел), а в сентябре — на должность командира взвода 21-го стрелкового полка (3-я стрелковая дивизия, Украинский военный округ).
В августе 1922 года был направлен на учёбу на 47-е Николаевские пехотные курсы, а затем в 13-ю Одесскую пехотную школу комсостава, по окончании которой в 1925 году был назначен на должность командира взвода 14-й Полтавской пехотной школы комсостава. С октября 1925 года служил на должностях командира пулемётной роты, командира и политрука стрелковой роты в 133-м стрелковом полку (45-я стрелковая дивизия, Украинский военный округ).
В декабре 1927 года Маковчук был направлен на пулемётные курсы при Стрелково-тактических курсах «Выстрел», которые закончил в марте 1928 года.
В марте 1931 года был назначен на должность заведующего военным кабинетом Киевского института механизации и электрификации сельского хозяйства, а в августе — на должность начальника 1-го отделения штаба Киевского укреплённого района. С марта 1933 года служил на должностях помощника командира полка по строевой части и командира 286-го стрелкового полка (96-я стрелковая дивизия).
В июле 1934 года был направлен на учёбу в Военную академию имени М. В. Фрунзе, по окончании которой в декабре 1937 года был назначен на должность начальника штаба 82-й стрелковой дивизии, в ноябре 1939 года — на должности командира и начальника штаба 112-й стрелковой дивизии (Уральский военный округ), в марте 1941 года — на должность начальника штаба 51-го стрелкового корпуса, а в апреле — вновь на должность начальника штаба 112-й стрелковой дивизии.
В мае 1941 года Маковчук был назначен на должность начальника штаба 223-й стрелковой дивизии. В конце мая — начале июня дивизия была направлена на формирование 5-го воздушно-десантного корпуса (Прибалтийский военный округ), а Маковчук был назначен на должность начальника штаба 24-го стрелкового корпуса (27-я армия).

### Великая Отечественная война
С началом боевых действий 24-й стрелковый корпус проводил отмобилизование, после чего в середине июля 1941 года вёл тяжёлые оборонительные бои на Псковском укреплённом районе, после чего отступал на холмском направлении.
В августе 1941 года был назначен на должность командира 329-й стрелковой дивизии (5-я армия, Юго-Западный фронт), ведшей тяжёлые оборонительные бои на киевском направлении. Вскоре Маковчук 7.2.1942 «за рукоприкладство и невыполнение в срок ряда приказов» понижен до командира 17-й отдельной стрелковой бригады.
В мае 1942 года был назначен на должность командира 264-й стрелковой дивизии (с 20 октября 1942 года была преобразована в 48-ю гвардейскую стрелковую дивизию) (3-я танковая армия), участвовавшей в ходе фронтового контрудара в районе Козельска. За умелое руководство дивизией в сложных боевых условиях Николай Матвеевич Маковчук был награждён орденом Суворова 2 степени.

В боевой обстановке разбирается быстро и правильно. Умело управляет войсками в сложных условиях боя.
   В наступательной операции армии на Воронежском фронте с 8 января 1943 г. тов. Маковчук смело и решительно вел части дивизии вперед, уничтожая живую силу и технику противника. В боях дивизия показала высокую боеспособность и устойчивость.
   За умелое руководство дивизией в сложных боевых условиях тов. Маковчук награждён орденом Суворова 2-й степени.— Из боевой характеристики Н. М. Маковчука
В мае 1943 года был назначен на должность командира 34-го гвардейского стрелкового корпуса, который принимал участие в ходе Изюм-Барвенковской наступательной операции, битве за Днепр, Никопольско-Криворожской, Березнеговато-Снигирёвской, Одесской и Львовско-Сандомирской наступательных операциях. В сентябре 1944 года генерал-майор Николай Матвеевич Маковчук был отстранён от должности «за неумение организовать и направить усилия войск…» и зачислен в распоряжение Военного совета 1-го Украинского фронта, после чего в январе 1945 года был назначен на должность заместителя командира 39-го гвардейского стрелкового корпуса, который принимал участие в ходе Венской и Пражской наступательных операций, а также в освобождении городов Зирез, Кёсег, Папа, Винер-Нойштадт, Вена и Корнейбург (Корнойбург).

### Послевоенная карьера
В апреле 1946 года был назначен на должность начальника 4-го отдела Управления боевой подготовки Сухопутных войск, в декабре 1946 года — на должность начальника курса разведывательного факультета Военной академии имени М. В. Фрунзе, в сентябре 1952 года — на должность заместителя по учебной части начальника курсов усовершенствования командиров стрелковых дивизий при академии, в декабре 1953 года — на должность начальника курса основного факультета Военной академии имени М. В. Фрунзе, а в январе 1955 года — на должность помощника командующего войсками Приволжского военного округа по военно-учебным заведениям.
Генерал-майор Николай Матвеевич Маковчук в декабре 1958 года вышел в запас. Умер 25 января 1969 года в Москве.

## Награды
- Орден Ленина (21.02.1945);
- Три ордена Красного Знамени (17.09.1943, 03.11.1944, 20.06.1949)
- Орден Суворова 2 степени (08.02.1943);
- Орден Отечественной войны 1 степени (18.04.1945);
- Медали.
- орден «Легион почёта» (США)[3]

## Память
- В честь Николая Михайловича Маковчука названа улица в городе Клецк (Минская область, Белоруссия).
- В Клецком историко-этнографическом музее ему посвящена экспозиция.